# Hipermarket
A hipermarket olyan kereskedelmi egység, amely egyesíti a szupermarketet és az áruházat. Ezt a fajta „áruházat” a francia Carrefour találta ki az 1960-as években. 
Magyarországon a Tesco, Auchan, CBA és Spar (Interspar néven) működtet hipermarketet.

## Elhatárolás a bevásárlóközponttól
„A nemzetközileg elfogadott egységes meghatározás hiányában, sokan sokféleképpen értelmezik a bevásárlóközpont és hipermarket fogalmát. Bevásárlóközpontnak tekintjük az olyan építészetileg egységes, kereskedelmi célra tervezett komplexumot, amely egy adott vonzáskörzet ellátására szolgál, és szerves egységet képeznek a bennük működő különböző típusú és méretű üzletek, szolgáltató- (pl. vendéglátó-) és a szabadidő eltöltésére szolgáló szórakoztatólétesítmények (pl. mozi, sportolásra szolgáló hely).
A hipermarket olyan önkiszolgáló kiskereskedelmi létesítmény, amely az élelmiszerek és iparcikkek széles választékát kínálja, alapterülete legalább 3000 négyzetméter, és rendszerint parkolóhellyel is rendelkezik. Ma Magyarországon négy hipermarketlánc van jelen: az Auchan, a Cora, az Interspar és a Tesco....
...megkülönböztetjük a különálló és a bevásárlóközpontokban lévő hipermarketeket. A különálló hipermarketek alapvető célja a háztartások napi, heti, havi kis- és nagybevásárlásainak biztosítása. A bevásárlóközpontoktól eltérően, maga a hipermarket képezi a húzóerőt- és (jóval) kevesebb kiskereskedelmi üzletnek és szolgáltatóegységnek ad otthont.”